# Tchoumi-Tchoumi
Tchoumi-Tchoumi è un arrondissement del Benin situato nella città di Natitingou (dipartimento di Atakora) con 5.217 abitanti (dato 2006).